# Каба (повіт)
48°03′26″ пн. ш. 86°24′55″ сх. д. / 48.05712° пн. ш. 86.41516° сх. д.
Каба (кит. 哈巴河县, пін. Hābāhé Xiàn) — один із повітів КНР у складі області Алтай, СУАР. Адміністративний центр — містечко Акчи.

## Географія
Повіт Каба лежить на висоті близько 535 метрів над рівнем моря у північній частині СУАР.

### Клімат
Повіт знаходиться у зоні, котра характеризується вологим континентальним кліматом з теплим літом. Найтепліший місяць — липень із середньою температурою 22,4 °C. Найхолодніший місяць — січень, із середньою температурою -14 °С.
| Клімат повіту Каба      | Клімат повіту Каба | Клімат повіту Каба | Клімат повіту Каба | Клімат повіту Каба | Клімат повіту Каба | Клімат повіту Каба | Клімат повіту Каба | Клімат повіту Каба | Клімат повіту Каба | Клімат повіту Каба | Клімат повіту Каба | Клімат повіту Каба | Клімат повіту Каба |
| Показник                | Січ.               | Лют.               | Бер.               | Квіт.              | Трав.              | Черв.              | Лип.               | Серп.              | Вер.               | Жовт.              | Лист.              | Груд.              | Рік                |
| Середній максимум, °C   | −10,1              | −7,2               | 1,5                | 14,7               | 22,6               | 27,4               | 29,4               | 27,8               | 21,5               | 12,5               | 0,8                | −7,7               | 11,1               |
| Середня температура, °C | −14                | −11,9              | −4                 | 7,8                | 15,5               | 20,4               | 22,4               | 20,6               | 14,5               | 6,7                | −3,2               | −11,2              | 5,3                |
| Середній мінімум, °C    | −17,3              | −15,8              | −8,4               | 1,9                | 8,8                | 13,8               | 16,0               | 14,2               | 8,5                | 2,1                | −6,6               | −14,3              | 0,2                |
| Норма опадів, мм        | 9.9                | 8.3                | 10.6               | 18.5               | 20.8               | 19.6               | 23.5               | 16.3               | 16.5               | 19.6               | 26.7               | 15.4               | 205.7              |
| Вологість повітря, %    | 72                 | 73                 | 70                 | 53                 | 49                 | 52                 | 55                 | 54                 | 53                 | 59                 | 68                 | 73                 | 60.9               |
| ----------------------- | ------------------ | ------------------ | ------------------ | ------------------ | ------------------ | ------------------ | ------------------ | ------------------ | ------------------ | ------------------ | ------------------ | ------------------ | ------------------ |
| Джерело: data.cma.cn    |                    |                    |                    |                    |                    |                    |                    |                    |                    |                    |                    |                    |                    |